# Referentie (sollicitatie)
Een referentie is met betrekking tot een sollicitatie- of selectieprocedure het noemen van een contact(persoon) bij een eerdere werkgever of onderwijsinstelling van een sollicitant. Het is de bedoeling dat de toekomstige werkgever op deze wijze navraag kan doen bij deze personen over het functioneren van deze sollicitant.
Referenties kunnen op een curriculum vitae of op verzoek worden gegeven. Sommige werkgevers nemen zelfs slechts sollicitaties met referenties in behandeling. Aan de andere kant is een referentie met toestemming van de gerefereerde een steun in de rug voor de sollicitant. Een getuigschrift kan eveneens een referentie bevatten.
Een toekomstige werkgever kan indien hij dit wil contact opnemen met de gerefereerde. Zowel het functioneren van de sollicitant als diens functie kunnen aan bod komen. Zo krijgt men een beeld van het functioneren van de sollicitant op de werkvloer en kan men tevens controleren of de beschrijving van de functie in het cv of de sollicitatiebrief wel klopt.
Wel dient de kanttekening gemaakt te worden dat het verhaal van de gerefereerde niet altijd betrouwbaar hoeft te zijn. De gerefereerde kan bijvoorbeeld een Human Resources-functionaris zijn in een groot bedrijf dat de sollicitant niet of nauwelijks kent en slechts een algemeen verhaal zal vertellen. Ook kan de voormalig werkgever er belang bij hebben dat de sollicitant wordt aangenomen (dan zal hij bijvoorbeeld zelf zijn baan opzeggen en een dure ontslagprocedure uitsparen) en dus een overdreven positief verhaal vertellen. Ook kan hij er belang bij hebben dat de sollicitant wordt afgewezen (bijvoorbeeld als de toekomstige werkgever een concurrent is en de sollicitant uitzonderlijk waardevol is of was). In dat geval zal de voormalig werkgever zich overdreven negatief uitlaten.